# Jill Chaifetz
Jill Chaifetz (* 24. Juli 1964 in New York City; † 2. Februar 2006 in Manhattan) war eine US-amerikanische Aktivistin für Kinder und Direktorin von Advocates for Children.

## Leben
Chaifetz erhielt 1986 ungraduiert eine Ehrenauszeichnung in politischen Wissenschaften vom Swarthmore College und eine Auszeichnung in Recht von der New York University School of Law. Bevor sie Fürsprecherin für Kinder wurde, führte sie eine Agentur für Jugendentwicklung in Manhattan, in der sie von 1992 bis 1998 arbeitete.
Sie starb an Krebs und hinterließ ihren Ehemann und drei Kinder.

## Weiteres
Die Jill Chaifetz Transfer High School in der Süd-Bronx, New York City, ist nach Jill Chaifetz benannt.